# Zootaxa
Zootaxa ist ein internationales Fachmagazin für zoologische Taxonomie. Es wird seit Mai 2001 nahezu täglich sowohl online als auch in gedruckter Form in englischer Sprache produziert und von Magnolia Press in Auckland, Neuseeland publiziert. Gründer und Chefredakteur ist Zhi-Qiang Zhang.
Bis Ende 2012 sind 3637 Ausgaben mit 9307 taxonomischen Arbeiten erschienen, in denen 26373 neue Taxa beschrieben wurden. Die Veröffentlichung der Artikel erfolgt nach einem Peer-Review-Verfahren durch das Redaktionsteam. Ein hoher Anteil der Arbeiten erscheint als Open-Access-Veröffentlichung Bis Mitte November 2024 hat das Magazin 5000 Artikel als Open Access veröffentlicht. Neben den regulären Zeitschriftenausgaben werden auch verstärkt Monographien und Bücher veröffentlicht.
Zootaxa wird durch BIOSIS im Zoological Record sowie durch das Institute for Scientific Information in Science Citation Index Expanded und Current Contents/Agriculture, Biology and Environmental Sciences indexiert. Der Impact Factor betrug 1.091
im Jahr 2020.

## Schwesternpublikationen
Im selben Verlag erscheinen auch die ebenfalls online und als Open-Access verfügbaren Magazine Phytotaxa (veröffentlicht Neuentdeckungen aus dem Bereich der Botanik) und Megataxa, das sich nach eigenen Angaben mit „den großen Fragen der Taxonomie“ beschäftigt und ausführliche Monographien veröffentlicht.